# Gârda de Sus (gmina)
Gârda de Sus – gmina w Rumunii, w okręgu Alba. Obejmuje miejscowości Biharia, Dealu Frumos, Dealu Ordâncușii, Dobrești, Gârda de Sus, Gârda Seacă, Ghețari, Hănășești, Huzărești, Izvoarele, Munună, Ocoale, Plai, Pliști, Scoarța, Snide i Sucești. W 2011 roku liczyła 1714 mieszkańców. 